# Amore immaginato
Amore immaginato è un brano di Piero Pelù in duetto con l'indonesiana Anggun, secondo singolo estratto, il 7 gennaio 2003, dall'album U.D.S. - L'uomo della strada.
Il brano è uno dei più grandi successi commerciali della carriera solista del rocker fiorentino. È stato frequentemente trasmesso in radio, raggiungendo la posizione numero 1 dell'airplay.
Il videoclip mostra Pelù e Anggun mentre cantano insieme in un appartamento vecchio e malridotto. Verso la fine del video, Anggun sparisce, come per evidenziare il messaggio della canzone.

## Tracce
1. Amore immaginato[2]
2. A la vida[2]

## Classifiche

### Massime posizioni
| Classifica | Posizione massima |
| ---------- | ----------------- |
| Italia     | 8                 |

### Classifiche di fine anno
| Anno | Paese  | Posizione |
| ---- | ------ | --------- |
| 2003 | Italia | 79        |